# Берег розового гранита
Берег розового гранита (фр. Côte de granite rose, брет. Aod ar Vein Ruz) — часть побережья северной Бретани (Франция) между Перрос-Гиреком и Требёрденом. Название было дано за розоватый цвет гранитных глыб (прежде всего в районе Перрос-Гирека), обусловленный содержанием полевых шпатов в граните.
Валуны появились здесь около 6 млн лет назад, когда на глубине 6 м из охлаждённой магмы образовались слои гранита. После эрозии и сноса расположенных над ними слоёв земли и повышения уровня моря после ледникового периода, давление на нижние слои гранита было уменьшено, что привело к раскалыванию камня и образованию причудливых форм.
Наиболее примечательные валуны можно увидеть в районе Плуманаха, который стал довольно популярным туристическим местом. Наиболее известными камнями являются «Треуголка Наполеона», «Черепаха» и «Опрокинутое сабо».

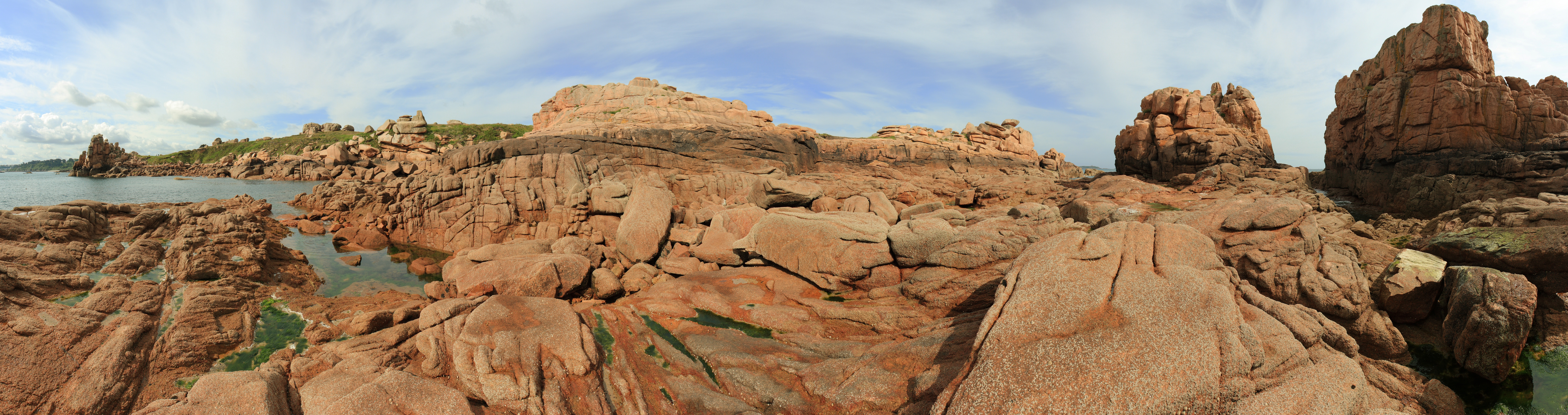
Панорама Берега розового гранита под Плуманахом